# Severnyj rajon (Oblast' di Orenburg)
Il Severnyj rajon (in russo Северный район (Оренбургская область)?) è un rajon dell'Oblast' di Orenburg, nella Russia europea; il capoluogo è Severnoe. Istituito nel 1934, ricopre una superficie di 2.100 chilometri quadrati.